# Cynometra filifera
Cynometra filifera är en ärtväxtart som beskrevs av Hermann August Theodor Harms. Cynometra filifera ingår i släktet Cynometra, och familjen ärtväxter. IUCN kategoriserar arten globalt som akut hotad. Inga underarter finns listade i Catalogue of Life.